# CDU Granada
CDU Granada (Club Deportivo Universidad de Granada) är en idrottsförening vid Universidad de Granada. Den bildades 1969. De har haft aktivitet i ett stort antal sporter. Dess största framgångar har än så länge varit under 1990-talet och början av 2000-talet då deras lag i handboll, rugby och volleyboll spelade i högsta serien i respektive sport. I volleyboll har de även spelar i europeiska cuptävlingar.